# Scleropauropus fissus
Scleropauropus fissus är en mångfotingart som beskrevs av Ulf Scheller 1994. Scleropauropus fissus ingår i släktet hårdfåfotingar, och familjen fåfotingar. Inga underarter finns listade i Catalogue of Life.